# Xanthocanace
Xanthocanace är ett släkte av tvåvingar. Xanthocanace ingår i familjen Canacidae.
Kladogram enligt Catalogue of Life och Dyntaxa:
| Xanthocanace | \| \| Xanthocanace capensis \| \| \| \| \| \| Xanthocanace collessi \| \| \| \| \| \| Xanthocanace hamifer \| \| \| \| \| \| Xanthocanace kaplanorum \| \| \| \| \| \| Xanthocanace magna \| \| \| \| \| \| Xanthocanace nigrifrons \| \| \| \| \| \| Xanthocanace orientalis \| \| \| \| \| \| Xanthocanace pollinosa \| \| \| \| \| \| Xanthocanace ranula \| \| \| \| \| \| Xanthocanace sabroskyi \| \| \| \| \| \| Xanthocanace seoulensis \| \| \| \| \| \| Xanthocanace zeylanica \| \| \| \| |
|              | \| \| Xanthocanace capensis \| \| \| \| \| \| Xanthocanace collessi \| \| \| \| \| \| Xanthocanace hamifer \| \| \| \| \| \| Xanthocanace kaplanorum \| \| \| \| \| \| Xanthocanace magna \| \| \| \| \| \| Xanthocanace nigrifrons \| \| \| \| \| \| Xanthocanace orientalis \| \| \| \| \| \| Xanthocanace pollinosa \| \| \| \| \| \| Xanthocanace ranula \| \| \| \| \| \| Xanthocanace sabroskyi \| \| \| \| \| \| Xanthocanace seoulensis \| \| \| \| \| \| Xanthocanace zeylanica \| \| \| \| |
|              | Afrotethina |
|              | |
|              | Apetaenus |
|              | |
|              | Canace |
|              | |
|              | Canacea |
|              | |
|              | Canaceoides |
|              | |
|              | Chaetocanace |
|              | |
|              | Dasyrhicnoessa |
|              | |
|              | Dynomiella |
|              | |
|              | Horaismoptera |
|              | |
|              | Isocanace |
|              | |
|              | Listriomastix |
|              | |
|              | Masoniella |
|              | |
|              | Neopelomyia |
|              | |
|              | Nocticanace |
|              | |
|              | Paracanace |
|              | |
|              | Pelomyia |
|              | |
|              | Pelomyiella |
|              | |
|              | Plesiotethina |
|              | |
|              | Procanace |
|              | |
|              | Pseudorhicnoessa |
|              | |
|              | Sigaloethina |
|              | |
|              | Suffomyia |
|              | |
|              | Tethina |
|              | |
|              | Tethinosoma |
|              | |
|              | Thitena |
|              | |
|              | Zalea |
|              | |
|              | Xanthocanace capensis |
|              | |
|              | Xanthocanace collessi |
|              | |
|              | Xanthocanace hamifer |
|              | |
|              | Xanthocanace kaplanorum |
|              | |
|              | Xanthocanace magna |
|              | |
|              | Xanthocanace nigrifrons |
|              | |
|              | Xanthocanace orientalis |
|              | |
|              | Xanthocanace pollinosa |
|              | |
|              | Xanthocanace ranula |
|              | |
|              | Xanthocanace sabroskyi |
|              | |
|              | Xanthocanace seoulensis |
|              | |
|              | Xanthocanace zeylanica |
|              | |

|  | Xanthocanace capensis   |
|  |                         |
|  | Xanthocanace collessi   |
|  |                         |
|  | Xanthocanace hamifer    |
|  |                         |
|  | Xanthocanace kaplanorum |
|  |                         |
|  | Xanthocanace magna      |
|  |                         |
|  | Xanthocanace nigrifrons |
|  |                         |
|  | Xanthocanace orientalis |
|  |                         |
|  | Xanthocanace pollinosa  |
|  |                         |
|  | Xanthocanace ranula     |
|  |                         |
|  | Xanthocanace sabroskyi  |
|  |                         |
|  | Xanthocanace seoulensis |
|  |                         |
|  | Xanthocanace zeylanica  |
|  |                         |